# Nguyễn Kim
Nguyễn Kim (chữ Hán: 阮淦, 1468–1545), là một nhà chính trị và quân sự giai đoạn Lê trung hưng trong lịch sử Việt Nam. Ông được xem là người lãnh đạo trên thực tế của chính quyền và quân đội Lê trung hưng. Ông đã tích cực đối kháng nhà Mạc sau khi nhà Lê sơ sụp đổ. Ông đã đem các con em chạy sang Ai Lao, chiêu tập binh mã, tôn lập vua Lê Trang Tông, đặt nền móng gây dựng lại nhà Lê và mở đầu thời kỳ Nam–Bắc triều (1533–1592). Ông là nội tổ phụ của các chúa Nguyễn và vua Nguyễn sau này, đồng thời cũng là ngoại tổ phụ của các chúa Trịnh. Các vua Hậu Lê từ Lê Thần Tông (cháu ruột Trịnh Tùng) cũng là hậu duệ trực tiếp bên họ ngoại của ông. Miếu hiệu của ông là Triệu Tổ, thụy là Tĩnh Hoàng đế dù ông không phải là vua hoặc chúa nào ở nhà Nguyễn.

## Thân thế
Theo Đại Nam thực lục (bộ sử của nhà Nguyễn soạn), tổ tiên họ Nguyễn trước là một họ có danh gia vọng tộc ở xứ Thanh Hóa Cha của Nguyễn Kim là Trừng Quốc công Nguyễn Văn Lưu, ông nội của Nguyễn Kim là Phó Quốc công Nguyễn Như Trác. Nguyễn Kim là con trưởng, làm quan triều Lê, chức Hữu vệ điện tiền tướng quân, tước An Thanh hầu.
Theo sách Đại Việt thông sử, dưới triều Mạc Đăng Dung: Hữu vệ Điện tiền tướng quân An Thanh hầu Nguyễn Kim là anh của Nguyễn Hoằng Dụ.
Theo nhóm tác giả Đinh Công Vỹ, Phan Duy Kha, Lã Duy Lan, trong cuốn sách Nhìn lại lịch sử, nhóm tác giả này nghiên cứu phả hệ họ Nguyễn- Gia Miêu cho rằng Nguyễn Kim và Nguyễn Hoằng Dụ chỉ là anh em họ. Người sinh ra Nguyễn Kim là Nguyễn Văn Lưu, anh Nguyễn Văn Lang và bác Nguyễn Hoằng Dụ.
Sách Nguyễn Phước Tộc Thế Phả do Hội Đồng Trị Sự Nguyễn Phúc Tộc Huế ấn hành năm 1995, trong phần Thủy Tổ phả ghi Thân phụ ngài Nguyễn Kim là Trừng Quốc công Nguyễn Văn Lưu, ông nội ngài là Phó Quốc công Nguyễn Như Trác. Hội Đồng Nguyễn Phước Tộc Hải Ngoại ở Hoa Kỳ ghi nhận Thân phụ ngài Nguyễn Kim là ngài Nguyễn Hoằng Dụ, tức ngài Nguyễn Văn Lưu, ông nội ngài là ngài Nguyễn Văn Lang. Một số Hội Đồng Nguyễn Phước Tộc Hải Ngoại khác lại chỉ ghi là Trừng Quốc công Nguyễn Văn Lưu và vài nơi còn ghi chú rõ không phải là ngài Nguyễn Hoằng Dụ.

## Khởi binh chống nhà Mạc

### Bối cảnh
Năm Canh Dần (1530), Mạc Đăng Dung chiếm ngôi vua được 3 năm, sợ nhân tâm không ổn định, bèn truyền ngôi cho con là Mạc Đăng Doanh. Tháng Giêng năm 1530, Mạc Đăng Doanh lên ngôi vua, đổi niên hiệu là Đại Chính, tôn Mạc Đăng Dung làm Thái thượng hoàng.
Lê Ý, con trai An Thái công chúa khởi binh chống lại, xưng niên hiệu Quang Thiệu, hiệu triệu tướng sĩ các xứ Thanh Hóa, Nghệ An hợp binh đánh nhà Mạc. Lê Ý bị Mạc Quốc Trinh bắt vào tháng 11.
Thời ấy cha con Mạc Đăng Doanh do thoán nghịch, nên hào kiệt không phục, thổ tù các nơi khởi binh. Nguyễn Kim đóng ở nước Ai Lao, Trịnh Ngung, Trịnh Ngang chiếm cứ xứ Thái Nguyên, Vũ Văn Uyên chiếm cứ xứ Tuyên Quang; các tướng đều danh nghĩa phục quốc. Các xứ Thanh, Nghệ, Tuyên, Hưng đều không theo họ Mạc.

### Khởi binh chống nhà Mạc
Năm 1529, Nguyễn Kim ở Thanh Hoa lúc ấy giữ chức Hữu vệ Điện tiền tướng quân An Thanh hầu, đem con em chạy sang nước Ai Lao. Chúa nước Sạ Đầu cho rằng Đại Việt và nước họ có quan hệ môi răng, mới đem nhân dân và đất đai Sầm Châu cấp cho Nguyễn Kim. Từ đó Nguyễn Kim nuôi dưỡng sĩ tốt, chiêu nạp kẻ chạy trốn, làm phản, ngấm tìm con cháu họ Lê lập nên để mưu khôi phục.
Tháng 12 năm 1530, Nguyễn Kim lánh nạn ở châu Sầm Thượng, Sầm Hạ nước Ai Lao thu dụng được vài nghìn người, 30 con voi và 300 con ngựa. Theo lời thỉnh cầu của các tướng, bèn dẫn quân về Thanh Hoa. Nguyễn Kim đóng quân ở Lôi Dương, bị phục binh của Ngọc Trục hầu, tướng của Mạc Đăng Doanh đánh bại.
Mùa xuân năm Tân Mão (1531), Mạc Đăng Doanh sai tướng Tây Quốc công Nguyễn Kính đánh Nguyễn Kim ở xứ Thanh Hoa. Nguyễn Kim đón đánh, phá tan quân của Nguyễn Kính, sai quân đóng giữ các huyện.
Nguyễn Kính lại đánh vào Đông Sơn, Nguyễn Kim phá được, giết và bắt sống vài trăm người, rồi dẫn quân ra Gia Viễn, Điềm Độ chiêu dụ và chiếm đất.
Tháng 9 năm 1531, trời đổ mưa nhiều, nước sông dâng tràn, nhà Mạc dùng chiến thuyền tiến đánh, quân Nguyễn Kim tán loạn, không thể cố thủ. Nguyễn Kim dẫn quân trở về Ai Lao. Xứ Thanh Hoa bị đói to.

### Lập vua Lê Trang Tông
Năm 1533, cựu thần nhà Lê gồm An Thanh hầu Nguyễn Kim, Hòa Trung hầu Lại Thế Vinh, Lỵ quốc công Trịnh Duy Thuận, Phúc Hưng hầu Trịnh Duy Duyệt và Tả Đô đốc Trịnh Duy Liệu dựng người con rốt của vua Lê Chiêu Tông tên Duy Ninh làm vua Trang Tông; lên ngôi vua tại Ai Lao, đặt niên hiệu là Nguyên Hòa.
Vua Lê Trang Tông tấn phong cho tứ vị công thần khai quốc. Nguyễn Kim là Thượng phụ Thái sư Hưng Quốc công; Trịnh Kiểm là Dực Quận công, Trịnh Công Năng là Tuyên Quận công; Lại Thế Vinh là Hòa Quận công lại ban cho mỗi vị một quả ấn và một thanh gươm để làm tướng soái tự mang quan bản bộ đi tiêu diệt quân Mạc và phủ dụ dân chúng ở các địa phương hướng về nhà Lê trung hưng.
Sau khi phong Nguyễn Kim làm Thái sư Hưng Quốc công Chưởng nội ngoại sự, lấy Trung nhân Đinh Công làm Thiếu úy Hùng Quốc Công, còn lại, người nào cũng được phong thưởng, vua Trang Tông sai Trịnh Duy Liệu vượt biển sang nhà Minh, tâu cáo tội trạng của Mạc Đăng Dung và xin nhà Minh đánh dẹp. Vua Minh nhận tờ tấu, giao xuống đình nghị, định cất quân sang hỏi tội Mạc Đăng Dung.
Mạc Đăng Dung nghe tin liền viết thư cho vua nhà Minh, triều Minh cho Mạc Đăng Dung là dối trá nhưng đạo quân của tướng Minh là Cừu Loan, tuy kéo đến sát biên giới, vẫn do dự không tiến.

### Tiến quân về nước
Mùa xuân năm Kỷ Hợi 1539, vua Lê Trang Tông phong Đại tướng quân Dực Nghĩa hầu Trịnh Kiểm, tước Dực Quận công. Trịnh Kiểm vốn theo Thái sư Nguyễn Kim đi đánh dẹp, lập nhiều chiến công. Nguyễn Kim thấy có tài, bèn gả con gái cho. Lại phong tước cho các tướng khác, sai họ đem quân chia đường tiến binh, thanh thế lẫy lừng. Đánh vào vùng Lôi Dương, đánh bại quân nhà Mạc.
Năm 1542, vua Lê Trang Tông lấy Thuỵ quận công Hà Thọ Tường làm Ngự doanh đề thống ngự giá để mưu việc tiến đánh, sai Thái sư Hưng quốc công Nguyễn Kim thống đốc tướng sĩ các dinh đi trước, tiến đánh các nơi ở Thanh Hoa, Nghệ An. Tướng lĩnh cũ và hào kiệt hai trấn này phần nhiều theo về, thế quân càng thêm mạnh.
Năm 1543, Mạc Đăng Dung, Mạc Đăng Doanh đều đã chết, Mạc Phúc Hải lên ngôi vua. Vua Lê Trang Tông thân chinh đánh Mạc Phúc Hải, lấy được Tây Đô, phá quân của Hoằng vương Mạc Chính Trung, Tổng trấn Thanh Hoa là Đại tướng quân Trung Hậu hầu dẫn quân đầu hàng. Bấy giờ, Thái sư Hưng Quốc công Nguyễn Kim còn ở Ai Lao chưa theo đi. Vua Lê Trang Tông sai Tuyên quận công Trịnh Công Năng mang chiếu thư về gọi. Nguyễn Kim bèn chỉnh đốn bộ ngũ lên đường ngay, bái yết vua ở hành tại sông Nghĩa Lộ. Lê Trang Tông gia thăng Kim làm thái tể, sai làm đô tướng, tiết chế tướng sĩ các dinh, chia đường cùng tiến, bình định vùng tây nam.

## Cái chết
Nguyễn Kim bị Trung Hậu hầu Dương Chấp Nhất đầu độc giết chết vào năm Ất Tỵ (1545). Trung Hậu hầu vốn là hàng tướng nhà Mạc, xuất thân hoạn quan, làm quan đến chức Chưởng bộ, nghe tin vua Lê Trang Tông nổi quân, liền dùng kế trá hàng, muốn hại vua Lê Trang Tông. Việc không thành, Trung Hậu hầu mời Thái tể Nguyễn Kim đến dinh, bỏ ngầm thuốc độc trong quả dưa dâng lên trước mâm cỗ. Nguyễn Kim tin thật, ăn dưa, bị trúng độc, đến khi về thấy trong người khó chịu rồi mất. Hôm đó là ngày 20 tháng 5 năm Ất Tỵ (1545), niên hiệu Nguyên Hòa thứ 14. Trung Hậu hầu liền trốn đi, sau lại về với Mạc Phúc Hải. Vua Lê Trang Tông vô cùng thương tiếc, truy tặng là Chiêu Huân Tĩnh công, đặt tên thụy là Trung Hiến, sai quan đem về quê ở Tống Sơn mai táng.

## Nhận định
Lê Quý Đôn nhận định trong sách Đại Việt thông sử:
| “            | Nguyễn Kim lấy thân phận là tướng già của con nhà thế thần, giữ vững tiết tháo, lật đật nơi hang núi, cố chí lo toan việc khôi phục, rước lập thế tử, nối lại tông thống, đánh kẻ loạn tặc, phá đám chông gai, mở mang canh thổ Thanh, Nghệ, Thuận, Quảng hàng hơn ngàn dặm. Cơ nghiệp ngàn vạn năm của nước nhà, thực bắt đầu từ đây. Như thế chả phải là người bầy tôi xã tắc đó ư? | ” |
| — Lê Quý Đôn | |   |

## Gia đình
Triệu Tổ Tĩnh Hoàng Đế có 3 vị phu nhân
• Chánh thất phu nhân Nguyễn Thị Mai (阮氏梅) (không rõ năm sinh, năm mất) về sau được truy tôn là Triệu Tổ Tĩnh Hoàng hậu bà vốn có xuất thân cao quý, con ông Nguyễn Minh Biện (người quê ở Phạm Xá, Hải Dương) làm quan nhà Lê chức Đặc Tiến Phụ Quốc Thượng Tướng Quân Thư Vệ Sự. Bà sinh ra Nguyễn Hoàng và mất vào ngày 23 tháng Giêng âm lịch (không rõ năm) táng chung vào lăng Trường Nguyên ở núi Thiên Tôn, tỉnh Thanh Hóa. Năm Giáp Tý (1748) đời chúa Nguyễn Phúc Khoát truy tôn bà: Từ Tín Chiêu Đức Ý Phi đến năm Bính Dần (1806) Hoàng đế Gia Long chính thức truy tôn thụy hiệu đầy đủ là Từ Tín Chiêu Ý Hoằng Nhân Thục Tức Tĩnh Hoàng hậu (慈信昭懿弘仁淑德靖皇后), bà phối thờ với Triệu Tổ ở Triệu Miếu trong Hoàng thành.
• Thứ phu nhân Đỗ Thị Tín (杜氏信) không rõ tiểu sử, sinh ra Nguyễn Thị Ngọc Bảo.
• Thứ phu nhân (Khuyết danh) không rõ tiểu sử, sinh ra Nguyễn Uông.

### Con cái
• Nguyễn Uông (mất 1545), được vua Lê Trang Tông phong làm Lãng Quận công sau khi Nguyễn Kim bị hạ độc chết (nhưng Nguyễn Uông về sau bị em rể Trịnh Kiểm giết trừ hậu hoạ).
• Nguyễn Hoàng (1525–1613) mẹ là chánh thất Nguyễn Thị Mai, ông được vua Lê Trang Tông phong làm Hạ Khê hầu, sai đem quân đi đánh giặc. Về sau Nguyễn Hoàng trở thành người mở đầu cho sự nghiệp của các chúa Nguyễn ở Đàng Trong.
• Nguyễn Thị Ngọc Bảo (mất 1586) mẹ là Thứ phu nhân Đỗ Thị Tín, về sau lấy Trịnh Kiểm sinh ra Trịnh Tùng rồi chết cháy trong cơn hoả hoạn ở phủ đệ của Trịnh Tùng tại An Trường được phong thụy là Từ Nghi Vương Thái Phi (慈儀王太妃).

## Truy tặng

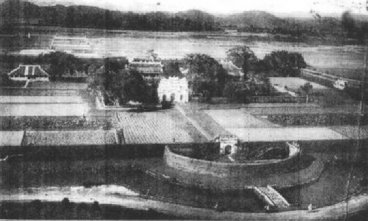
Lăng Triệu Tường trước năm 1945

Thời chúa Tiên Nguyễn Hoàng, tôn thụy hiệu là Huệ Triết Hiển Hựu Hoành Hưu Tế Thế Vĩ Tích Chiêu Huân Tĩnh vương.
Đến đời Chúa Vũ Nguyễn Phúc Khoát thì cải thụy thành Di Mưu Thùy Dụ Khâm Cung Huệ Triết Hiển Hựu Hoành Hưu Tế Thế Vĩ Tích Chiêu Huân Tĩnh vương, và truy tôn phi là Từ Tín Chiêu Ý Đức phi.
Đời vua Gia Long năm thứ 5 lại truy tôn là Di Mưu Thùy Dụ Khâm Cung Huệ Triết Hiển Hựu Hoành Hưu Tế Thế Khải Vận Nhân Thánh Tĩnh Hoàng đế, miếu hiệu là Triệu Tổ, lăng gọi là Trường Nguyên, và truy tôn phi là Từ Tín Chiêu Ý Hoằng Nhân Thục Đức Tĩnh Hoàng hậu.
Lăng Triệu Tường, tên lăng chính thức là Trường Nguyên. Lăng tọa lạc tại vùng núi Triệu Tường nên thường gọi là lăng Triệu Tường, nơi hợp táng Nguyễn Kim và vợ. Từ sau ngày nhà Nguyễn cáo chung (1945) rồi chiến tranh liên miên, khu vực lăng Trường Nguyên không được chăm sóc, dân Mường được dồn về đây lập nghiệp, thiếu ý thức tôn trọng di tích nên các kiến trúc xưa bị vi phạm hầu như không còn gì. Vào hai năm 2006–2007, dòng họ Nguyễn Phúc ở Huế đã đích thân về đây trùng tu khôi phục lại nơi thờ vọng, bia và nhà bia ở chân núi Triệu Tường. Khu vực lăng Triệu Tường mở ra một địa điểm du lịch sinh thái tâm linh.
Không gian bên trong thành Triệu Tường chia làm 3 khu vực: Khu vực chính ở giữa xây Miếu Triệu Tường thờ Nguyễn Kim và Nguyễn Hoàng. Khu vực phía đông dựng miếu thờ Trừng Quốc công (Nguyễn Văn Lưu – thân phụ của Nguyễn Kim), khu vực phía tây dành làm nơi trú ngụ của các quan và gia đình hộ lăng và trại lính canh lăng.